# اوفلی بو
اوفلی بو (فرانسوی: Ophélie Bau‎؛ ‏ زادهٔ ۱۹۹۲) بازیگر اهل فرانسه است.

## زندگی‌نامه
اوفلی بو در سال ۱۹۹۲ در بزانسون زاده شد. پدرش وکیل و مادرش خانه‌دار است[2]. در سال ۲۰۱۴، در سن بیست و یک سالگی در مسابقات دخترشایسته شرکت کرد و دخترشایسته استان فرانش-کنته شد. پس از آن به مونپله رفت تا در مدرسه تئاتر کور فلوران برود و تحصیلاتش را در این زمینه ادامه دهد. در همین زمان بود که عبدالطیف کشیش او را برای بازی در فیلم جدیدش مکتوب، عشق من: آوازخواندن انتخاب کرد و وارد دنیای سینما شد.

## زندگی حرفه‌ای
در حالیکه مشغول تحصیل بود برای یک نقش کوتاه در سریال کندیس رنوآر انتخاب شد[2]. در نهایت عبدالطیف کشیش او را برای بازی در فیلم جدیدشمکتوب، عشق من انتخاب کرد تا مورد توجه مطبوعات فرانسوی مثل گالا و پاریزین قرار گیرد. در سال ۲۰۱۸ عبدالرضا کاهانی او را برای ایفای یکی از نقش‌های اصلی آزاد مثل هوا انتخاب کرد.

## فیلم شناسی
- ۲۰۱۷ : مکتوب، عشق من: آوازخواندن
- ۲۰۱۸ : آزاد مثل هوا
- ۲۰۱۹ : مکتوب، عشق من: موسیقی کوتاه عشقی